# Jarmuk (plaats)
Jarmuk (ook geschreven als Yarmouk; Arabisch: مخيم اليرموك) is een stad in het Syrische gouvernement Damascus met in 2004 een inwonertal van 137.248. Jarmuk was opgezet voor de huisvesting van Palestijnse vluchtelingen, maar is officieel geen vluchtelingenkamp. Jarmuk bestaat sinds 1957.
Tijdens de Syrische Burgeroorlog werd in december 2012 zwaar gevochten om Jarmuk tussen het Vrije Syrische Leger aan de ene kant en het Volksfront voor de Bevrijding van Palestina - Algemeen Commando en het Syrische leger aan de andere kant. In 2014 voltrok zich een humanitaire ramp waarbij de honger zo groot was dat zelfs katten op de borden eindigden.
In april 2015 namen strijders van Islamitische Staat het kamp in. Enkele dagen later trokken ze zich er weer grotendeels uit terug. Hun posities werden echter ingenomen door strijders van bondgenoot Al-Nusra. De humanitaire omstandigheden in het kamp als gevolg van de oorlog tussen de rivaliserende facties worden als zeer slecht aangeduid.

## Geboren
- Abu Abbas (1948-2004), leider Palestijns bevrijdingsfront
- Aeham Ahmad (1988), Palestijns-Syrische pianist (bekend als de 'Pianist van Yarmouk', 2015)